# Anthomyia plurinotata
Anthomyia plurinotata is een vliegensoort uit de familie van de bloemvliegen (Anthomyiidae). De wetenschappelijke naam van de soort is voor het eerst geldig gepubliceerd in 1833 door Brullé.